# アトリエ365
株式会社アトリエ365は、福岡県大野城市に本社を置くワイシャツ・ネクタイ・ベルト等を企画、製造、卸、通信販売する会社である。
主に、中国・ミャンマー・バングラデシュに自社提携工場を構える。
企画から販売まで一貫して携わり、中間マージンを無くすことで同業他社の中でもトップクラスの高品質・低価格路線を実現している。
サイズ展開はSSサイズから5Lサイズまで揃えている。